# Oberlandesgericht Leitmeritz
Das Oberlandesgericht Leitmeritz war ein deutsches Oberlandesgericht mit Sitz in Leitmeritz (heute Tschechien, in der betreffenden Zeit Reichsgau Sudetenland) von 1939 bis 1944.

## Vorgeschichte

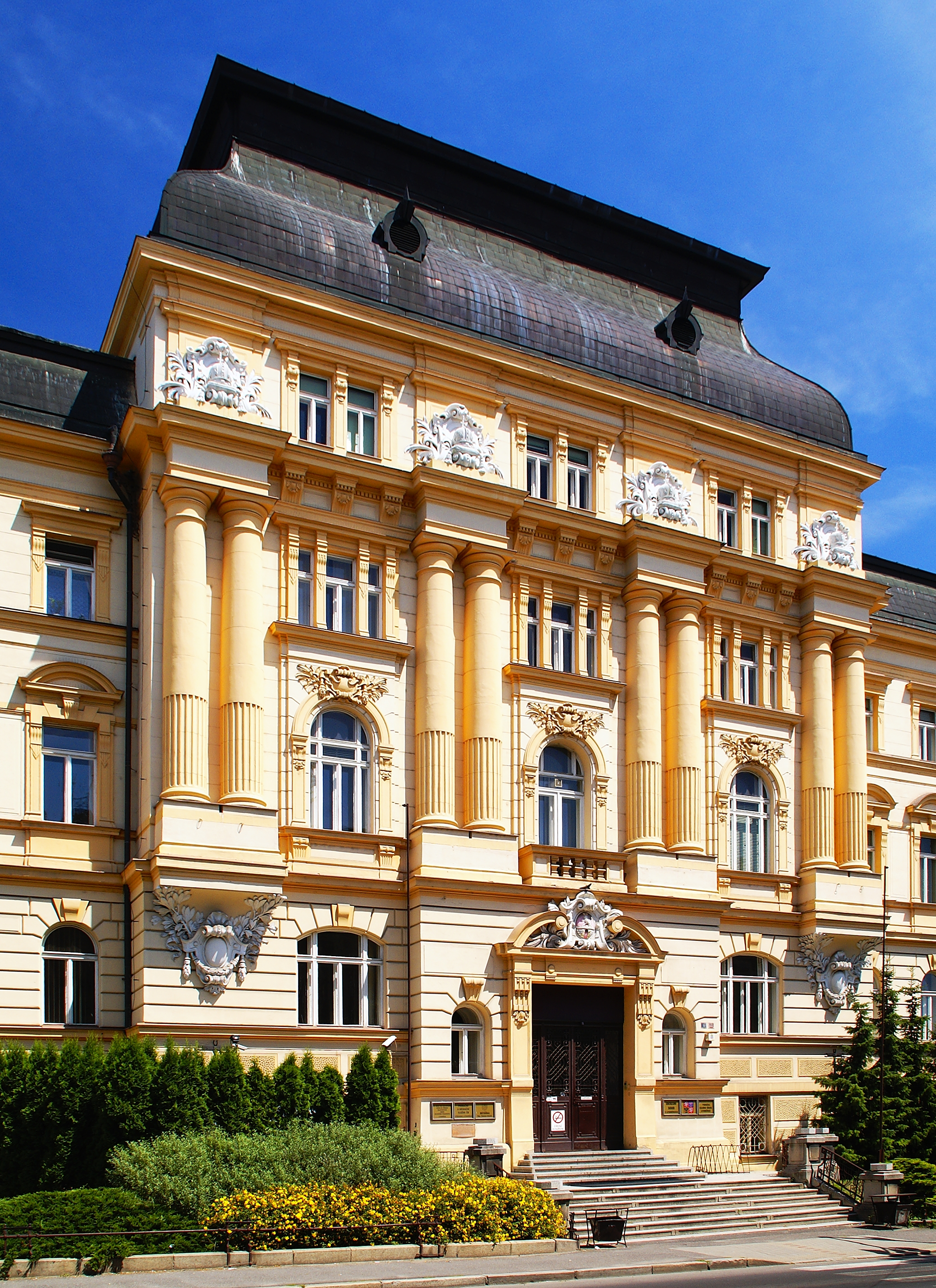
Ehem. Kreisgericht Leitmeritz, jetzt Bezirksgericht Litoměřice

Im Kronland Böhmen bestand bis 1918 das Bezirksgericht Leitmeritz für den Gerichtsbezirk Leitmeritz. Diesem war das Landesgericht Böhmisch Leipa und diesem wiederum das Oberlandesgericht für Böhmen in Prag übergeordnet. Für die gesamte Gerichtsorganisation siehe Liste der Gerichtsbezirke in Böhmen.
Nach dem Ersten Weltkrieg wurden Böhmen und Mähren von Österreich ohne Berücksichtigung der Sprachengrenze abgetrennt und der neu gegründeten Tschechoslowakei zugeordnet. Entsprechend wurden die bestehenden Gerichte aufgehoben und tschechoslowakische Gerichte eingerichtet. Die Struktur von Bezirks- und Kreisgerichten blieb dabei weitgehend erhalten. Als Folge des Münchner Abkommens wurde das Sudetenland mit seiner überwiegend deutschsprachigen Bevölkerung dem Deutschen Reich abgetreten und dort als Reichsgau Sudetenland eingegliedert.
Die Teilung nahm keine Rücksicht auf die bestehenden Grenzen der Sprengel der bestehenden tschechoslowakischen Gerichte. Daher wurde folgende Zuordnung getroffen:
| Orte aus diesem Kreis                                         | wurden diesen Bezirksgerichten | bzw. Kreisgerichten zugeordnet |
| ------------------------------------------------------------- | ------------------------------ | ------------------------------ |
| Brünn, soweit er an den Bezirk des Kreisgerichts Znaim grenzt | Lundenburg                     | Znaim                          |
| Brünn, sonst                                                  | Mährisch Trübau                | Troppau                        |
| Znaim                                                         | Znaim                          | -                              |
| Iglau                                                         | Zlabings                       | Znaim                          |
| Böhmisch Budweis                                              | Böhmisch Krumau                | Eger                           |
| Pisek                                                         | Wallern                        | Eger                           |
| Klattau                                                       | Neuern                         | Eger                           |
| Pilsen                                                        | Mies                           | Eger                           |
| Eger                                                          | Karlsbad                       | -                              |
| Brüx                                                          | Saaz                           | -                              |
| Leitmeritz                                                    | Leitmeritz                     | -                              |
| Böhmisch Leipa                                                | Böhmisch Leipa                 | -                              |
| Jung Bunzlau                                                  | Böhmisch Leipa                 | Böhmisch Leipa                 |
| Reichenberg                                                   | Reichenberg                    | -                              |
| Gitschin                                                      | Trautenau                      | Reichenberg                    |
| Königgrätz                                                    | Trautenau                      | Reichenberg                    |
| Chrudim                                                       | Mährisch Trübau                | Troppau                        |
| Olmütz                                                        | Sternberg                      | Troppau                        |
| Troppau                                                       | Troppau                        | -                              |
| Mährisch Ostrau                                               | Troppau                        | Troppau                        |
| Neutitschein                                                  | Neutitschein                   | -                              |

Engerau bei Preßburg wurde dem benachbarten österreichischen Gericht angegliedert.
Nun wurde in diesen Gebieten die deutsche Gerichtsorganisation eingeführt. Die Bezirksgerichte wurden in Amtsgerichte, die Kreisgerichte in Landgerichte umgewandelt. Als Oberlandesgericht wurde eine oberlandesgerichtliche Kammer beim Landgericht Reichenberg eingerichtet.

## Geschichte
Zum 1. März 1939 erfolgte die Bildung des Oberlandesgerichts Leitmeritz. In diesem Zusammenhang wurde das Landgericht Znaim dem Oberlandesgericht Wien nachgeordnet.
Dem Oberlandesgericht Leitmeritz waren folgende Landgerichte nachgeordnet:
- Landgericht Böhmisch-Leipa
- Landgericht Brüx
- Landgericht Eger
- Landgericht Leitmeritz
- Landgericht Mährisch Schönberg
- Landgericht Neutitschein
- Landgericht Reichenberg
- Landgericht Trautenau
- Landgericht Troppau

Darunter waren folgende Amtsgerichte eingerichtet:
| Amtsgericht                             | Sitz                        | Landgericht                    |
| --------------------------------------- | --------------------------- | ------------------------------ |
| Amtsgericht Böhmisch-Leipa              | Böhmisch-Leipa              | Landgericht Böhmisch-Leipa     |
| Amtsgericht Dauba                       | Dauba                       | Landgericht Böhmisch-Leipa     |
| Amtsgericht Haida                       | Haida                       | Landgericht Böhmisch-Leipa     |
| Amtsgericht Hainspach                   | Hainspach                   | Landgericht Böhmisch-Leipa     |
| Amtsgericht Niemes                      | Niemes                      | Landgericht Böhmisch-Leipa     |
| Amtsgericht Rumburg                     | Rumburg                     | Landgericht Böhmisch-Leipa     |
| Amtsgericht Schluckenau                 | Schluckenau                 | Landgericht Böhmisch-Leipa     |
| Amtsgericht Warnsdorf                   | Warnsdorf                   | Landgericht Böhmisch-Leipa     |
| Amtsgericht Zwickau in Böhmen           | Zwickau                     | Landgericht Böhmisch-Leipa     |
| Amtsgericht Bilin                       | Bilin                       | Landgericht Brüx               |
| Amtsgericht Brüx                        | Brüx                        | Landgericht Brüx               |
| Amtsgericht Duppau                      | Duppau                      | Landgericht Brüx               |
| Amtsgericht Dux                         | Dux                         | Landgericht Brüx               |
| Amtsgericht Görkau                      | Görkau                      | Landgericht Brüx               |
| Amtsgericht Jechnitz                    | Jechnitz                    | Landgericht Brüx               |
| Amtsgericht Katharinaberg               | Katharinaberg               | Landgericht Brüx               |
| Amtsgericht Komotau                     | Komotau                     | Landgericht Brüx               |
| Amtsgericht Oberleutensdorf             | Oberleutensdorf             | Landgericht Brüx               |
| Amtsgericht Podersam                    | Podersam                    | Landgericht Brüx               |
| Amtsgericht Postelberg                  | Postelberg                  | Landgericht Brüx               |
| Amtsgericht Preßnitz                    | Preßnitz                    | Landgericht Brüx               |
| Amtsgericht Saaz                        | Saaz                        | Landgericht Brüx               |
| Amtsgericht Sebastiansberg              | Sebastiansberg              | Landgericht Brüx               |
| Amtsgericht Weipert                     | Weipert                     | Landgericht Brüx               |
| Amtsgericht Asch                        | Asch                        | Landgericht Eger               |
| Amtsgericht Bischofteinitz              | Bischofteinitz              | Landgericht Eger               |
| Amtsgericht Buchau                      | Buchau                      | Landgericht Eger               |
| Amtsgericht Eger                        | Eger                        | Landgericht Eger               |
| Amtsgericht Elbogen                     | Elbogen                     | Landgericht Eger               |
| Amtsgericht Falkenau                    | Falkenau                    | Landgericht Eger               |
| Amtsgericht Graslitz                    | Graslitz                    | Landgericht Eger               |
| Amtsgericht Hostau                      | Hostau                      | Landgericht Eger               |
| Amtsgericht Karlsbad                    | Karlsbad                    | Landgericht Eger               |
| Amtsgericht Bad Königswart              | Bad Königswart              | Landgericht Eger               |
| Amtsgericht Luditz                      | Luditz                      | Landgericht Eger               |
| Amtsgericht Marienbad                   | Marienbad                   | Landgericht Eger               |
| Amtsgericht Mies                        | Mies                        | Landgericht Eger               |
| Amtsgericht Neudek                      | Neudek                      | Landgericht Eger               |
| Amtsgericht Petschau                    | Petschau                    | Landgericht Eger               |
| Amtsgericht Pfraumberg                  | Pfraumberg                  | Landgericht Eger               |
| Amtsgericht Plan                        | Plan                        | Landgericht Eger               |
| Amtsgericht Platten                     | Platten                     | Landgericht Eger               |
| Amtsgericht Ronsperg                    | Ronsperg                    | Landgericht Eger               |
| Amtsgericht St. Joachimsthal            | St. Joachimsthal            | Landgericht Eger               |
| Amtsgericht Staab                       | Staab                       | Landgericht Eger               |
| Amtsgericht Tachau                      | Tachau                      | Landgericht Eger               |
| Amtsgericht Tepl Stadt                  | Tepl Stadt                  | Landgericht Eger               |
| Amtsgericht Tuschkau                    | Tuschkau                    | Landgericht Eger               |
| Amtsgericht Weseritz                    | Weseritz                    | Landgericht Eger               |
| Amtsgericht Wiesengrund                 | Wiesengrund                 | Landgericht Eger               |
| Amtsgericht Wildstein                   | Wildstein                   | Landgericht Eger               |
| Amtsgericht Auscha                      | Auscha                      | Landgericht Leitmeritz         |
| Amtsgericht Aussig                      | Aussig                      | Landgericht Leitmeritz         |
| Amtsgericht Bensen                      | Bensen                      | Landgericht Leitmeritz         |
| Amtsgericht Böhmisch Kamnitz            | Böhmisch Kamnitz            | Landgericht Leitmeritz         |
| Amtsgericht Karbitz                     | Karbitz                     | Landgericht Leitmeritz         |
| Amtsgericht Leitmeritz                  | Leitmeritz                  | Landgericht Leitmeritz         |
| Amtsgericht Lobositz                    | Lobositz                    | Landgericht Leitmeritz         |
| Amtsgericht Teplitz-Schönau             | Teplitz-Schönau             | Landgericht Leitmeritz         |
| Amtsgericht Tetschen-Bodenbach          | Tetschen-Bodenbach          | Landgericht Leitmeritz         |
| Amtsgericht Wegstädtl                   | Wegstädtl                   | Landgericht Leitmeritz         |
| Amtsgericht Grulich                     | Grulich                     | Landgericht Mährisch Schönberg |
| Amtsgericht Hohenstadt                  | Hohenstadt                  | Landgericht Mährisch Schönberg |
| Amtsgericht Landskron                   | Landskron                   | Landgericht Mährisch Schönberg |
| Amtsgericht Mährisch Altstadt           | Mährisch Altstadt           | Landgericht Mährisch Schönberg |
| Amtsgericht Mährisch Neustadt           | Mährisch Neustadt           | Landgericht Mährisch Schönberg |
| Amtsgericht Mährisch Schönberg          | Mährisch Schönberg          | Landgericht Mährisch Schönberg |
| Amtsgericht Mährisch Trübau             | Mährisch Trübau             | Landgericht Mährisch Schönberg |
| Amtsgericht Müglitz                     | Müglitz                     | Landgericht Mährisch Schönberg |
| Amtsgericht Rokitnitz                   | Rokitnitz                   | Landgericht Mährisch Schönberg |
| Amtsgericht Schildberg                  | Schildberg                  | Landgericht Mährisch Schönberg |
| Amtsgericht Sternberg (Ostsudetenland)  | Sternberg                   | Landgericht Mährisch Schönberg |
| Amtsgericht Wiesenberg                  | Wiesenberg                  | Landgericht Mährisch Schönberg |
| Amtsgericht Zwittau                     | Zwittau                     | Landgericht Mährisch Schönberg |
| Amtsgericht Freiberg in Mähren          | Freiberg                    | Landgericht Neutischein        |
| Amtsgericht Fulnek                      | Fulnek                      | Landgericht Neutischein        |
| Amtsgericht Königsberg                  | Königsberg                  | Landgericht Neutischein        |
| Amtsgericht Liebau                      | Liebau                      | Landgericht Neutischein        |
| Amtsgericht Neutischein                 | Neutischein                 | Landgericht Neutischein        |
| Amtsgericht Odrau                       | Odrau                       | Landgericht Neutischein        |
| Amtsgericht Wagstadt                    | Wagstadt                    | Landgericht Neutischein        |
| Amtsgericht Böhmisch Aicha              | Böhmisch Aicha              | Landgericht Reichenberg        |
| Amtsgericht Deutsch-Gabel               | Deutsch-Gabel               | Landgericht Reichenberg        |
| Amtsgericht Friedland (Isergebirge)     | Friedland                   | Landgericht Reichenberg        |
| Amtsgericht Gablonz                     | Gablonz                     | Landgericht Reichenberg        |
| Amtsgericht Kratzau                     | Kratzau                     | Landgericht Reichenberg        |
| Amtsgericht Neustadt an der Tafelfichte | Neustadt an der Tafelfichte | Landgericht Reichenberg        |
| Amtsgericht Reichenberg                 | Reichenberg                 | Landgericht Reichenberg        |
| Amtsgericht Tannwald                    | Tannwald                    | Landgericht Reichenberg        |
| Amtsgericht Arnau                       | Arnau                       | Landgericht Trautenau          |
| Amtsgericht Braunau                     | Braunau                     | Landgericht Trautenau          |
| Amtsgericht Hohenelbe                   | Hohenelbe                   | Landgericht Trautenau          |
| Amtsgericht Marschendorf                | Marschendorf                | Landgericht Trautenau          |
| Amtsgericht Rochlitz                    | Rochlitz                    | Landgericht Trautenau          |
| Amtsgericht Schatzlar                   | Schatzlar                   | Landgericht Trautenau          |
| Amtsgericht Trautenau                   | Trautenau                   | Landgericht Trautenau          |
| Amtsgericht Wekelsdorf                  | Wekelsdorf                  | Landgericht Trautenau          |
| Amtsgericht Benisch                     | Benisch                     | Landgericht Troppau            |
| Amtsgericht Freiwaldau                  | Freiwaldau                  | Landgericht Troppau            |
| Amtsgericht Freudenthal                 | Freudenthal                 | Landgericht Troppau            |
| Amtsgericht Hennersdorf                 | Hennersdorf                 | Landgericht Troppau            |
| Amtsgericht Hof (Ostsudetenland)        | Hof                         | Landgericht Troppau            |
| Amtsgericht Hotzenplotz                 | Hotzenplotz                 | Landgericht Troppau            |
| Amtsgericht Jägerndorf                  | Jägerndorf                  | Landgericht Troppau            |
| Amtsgericht Jauernig                    | Jauernig                    | Landgericht Troppau            |
| Amtsgericht Olbersdorf                  | Olbersdorf                  | Landgericht Troppau            |
| Amtsgericht Römerstadt                  | Römerstadt                  | Landgericht Troppau            |
| Amtsgericht Troppau                     | Troppau                     | Landgericht Troppau            |
| Amtsgericht Weidenau                    | Weidenau                    | Landgericht Troppau            |
| Amtsgericht Wigstadtl                   | Wigstadtl                   | Landgericht Troppau            |
| Amtsgericht Würbenthal                  | Würbenthal                  | Landgericht Troppau            |
| Amtsgericht Zuckmantel                  | Zuckmantel                  | Landgericht Troppau            |

Mit der Eroberung des Sudetenlandes durch die Rote Armee 1945 endete die Arbeit dieser Gerichte. Nach dem Zweiten Weltkrieg traten wieder tschechoslowakische Gerichte an ihre Stelle.

## Richter
- Herbert David, Präsident des Oberlandesgerichtes Leitmeritz 1939 bis 1944[3]
- Ernst Dürig vertrat David ab September 1944 als Oberlandesgerichtspräsident in Leitmeritz.[4]
- Rudolf Hecht, Vizepräsident
- Otto Hanreich, Landgerichtsrat 1942 bis 1944